# Cornelis Ketel

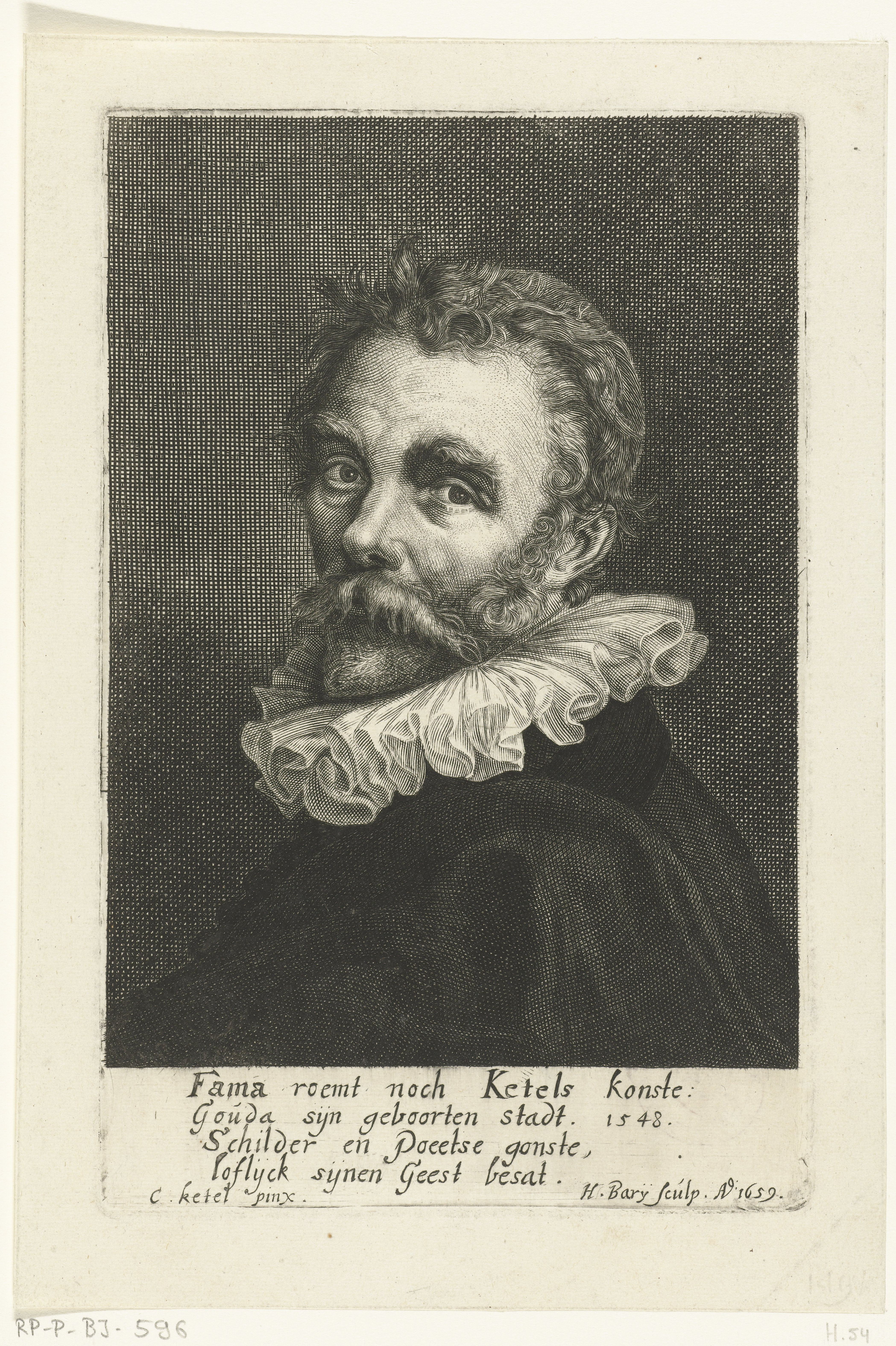
Cornelis Ketel auf einem Porträt von Hendrik Bary

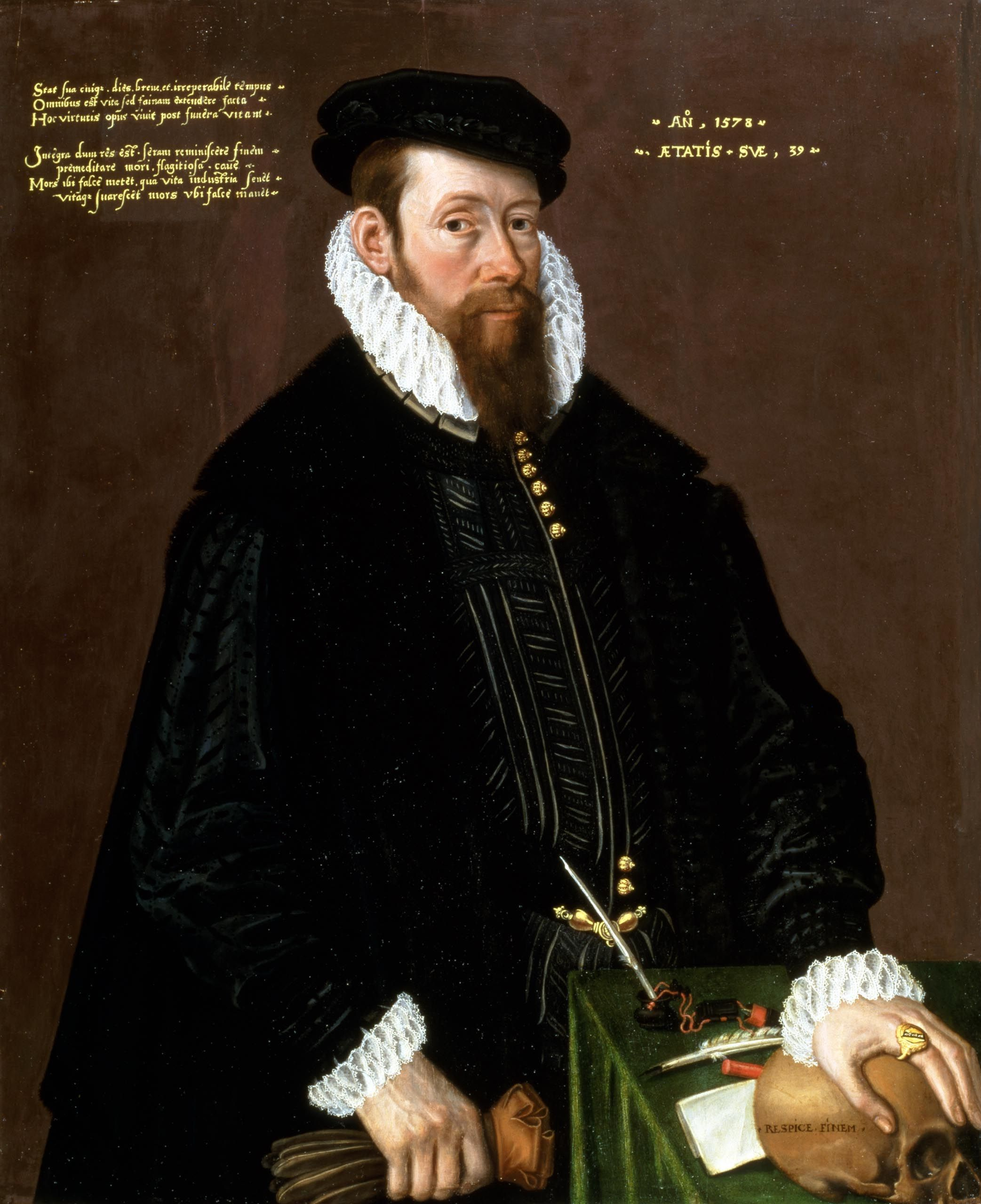
Thomas Pead, 1578

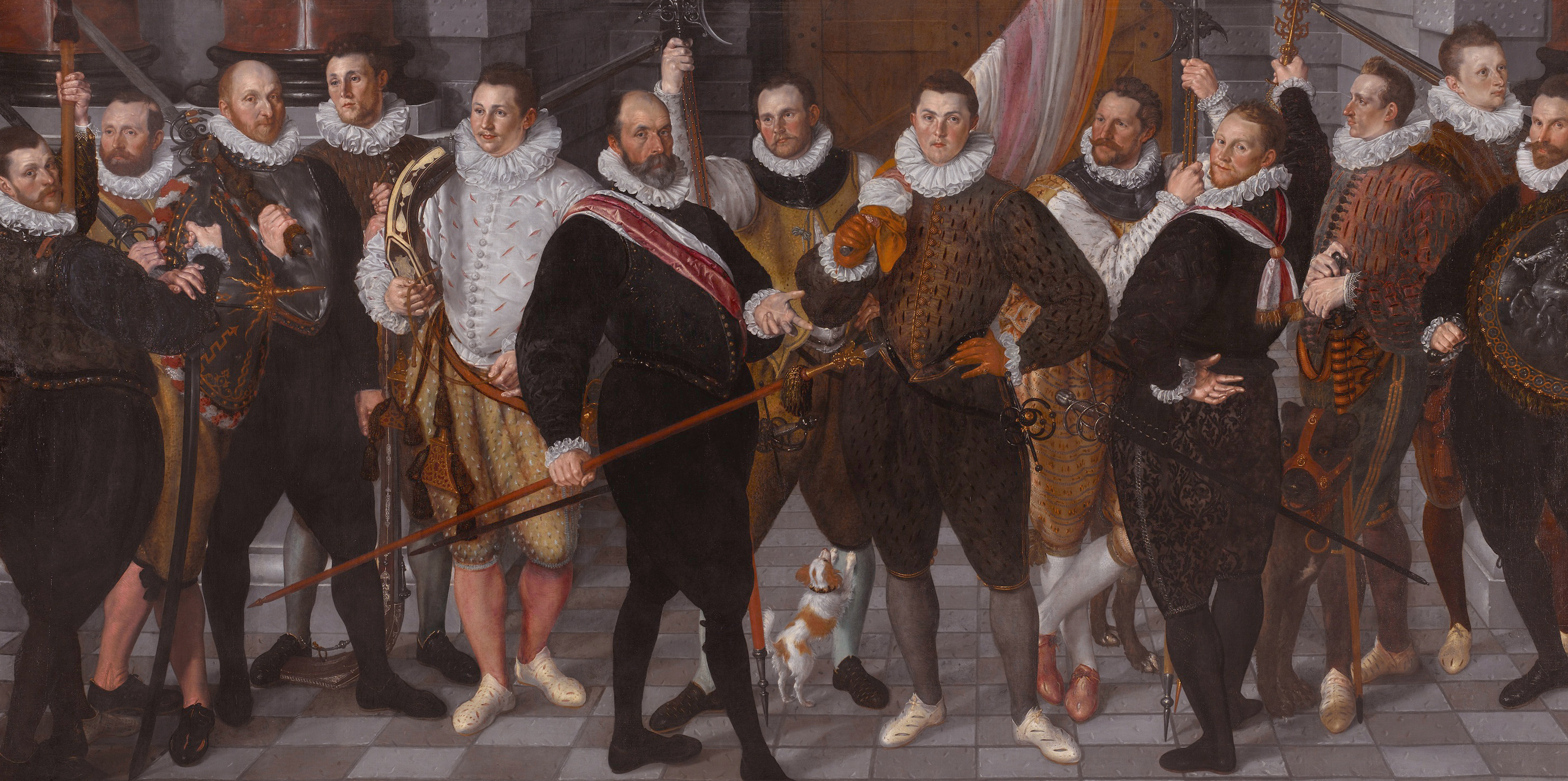
Kompagnie des Hauptmanns Rosecrans, 1588

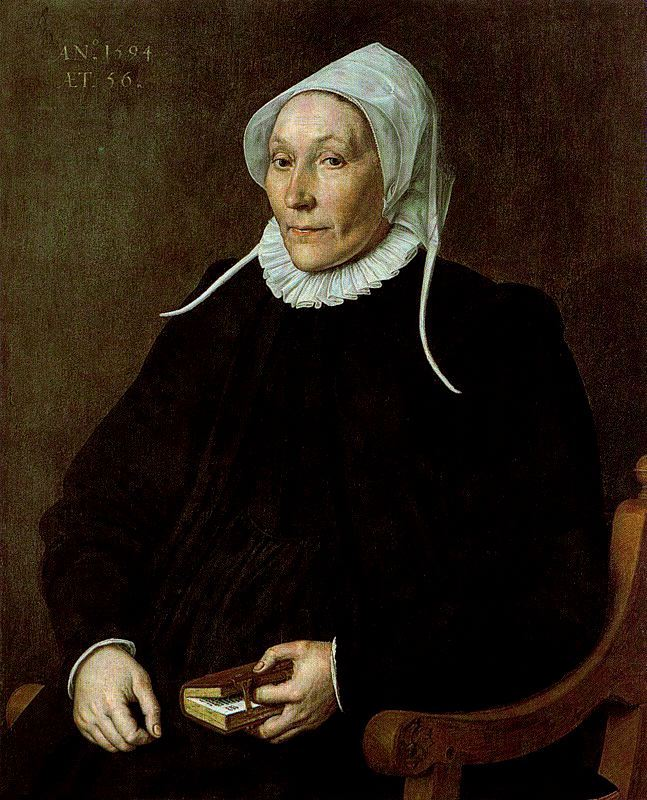
Frau, 56 Jahre alt, 1594

Cornelis Ketel (* 18. März 1548 in Gouda; † 8. August 1616 in Amsterdam) war ein bedeutender holländischer Porträt-, Allegorien- und Historienmaler, Architekt, Bildhauer und Autor. Sein Werk ist dem späten Manierismus zuzuordnen.

## Leben
Der Sohn von G. J. Van Proyen genoss seine Ausbildung bei seinem Onkel Cornelis Jacobsz Ketel († 1568) und um 1565 bei Anthonie van Blocklandt (1533/34–1583) in Delft.
Im Jahr 1566 hielt er sich in Paris und in Fontainebleau auf, wo ihn die Künstler der Schule von Fontainebleau prägten. Zwei Jahre später ist seine Anwesenheit in seiner Heimatstadt Gouda belegt, von 1573 bis 1581 wirkte er in London. Dort porträtierte er die Königin Elisabeth I. und mehrere Angehörige des englischen Adels und begegnete vermutlich dem italienischen Maler Federico Zuccari (1542–1609). Danach hielt er sich in Amsterdam auf, bevor er sich im Jahr 1590 wieder in Gouda niederließ.
Cornelis Ketel starb 1616 im Alter von 68 Jahren in Amsterdam.
Er war einer der Lehrer von Dirck Barendsz (1534–1592).

## Werk
Cornelis Ketel schuf komplexe, heute verschollene, aber durch Karel van Manders ausführliche Beschreibungen und durch Gravuren bekannte Allegorien, wie die nach einem seiner Werke gestochene Allegorie der menschlichen Natur des Amsterdamer Rijksprentenkabinetts. Als Dichter fügte er auch Erläuterungen in Versform bei.
Er zeichnete sich jedoch vor allem als Porträtist aus und wird als erster Künstler angeführt, der in der elisabethanischen Epoche Gruppenbilder schuf, wie sie später auch Frans Hals malte. Im Bereich der Historienmalerei gilt er neben Hendrick Goltzius (1558–1616) und Cornelis van Haarlem (1562–1638) als eine der Hauptfiguren des späten Manierismus.
Wie sein Biograf Karl van Mander berichtet, galt er als erfindungsreicher und unruhiger Geist, der auch ohne Auftrag oder finanzielles Interesse malte, einfach um des Malens willen. 1599 hatte er die Idee, ohne Pinsel, nur mit den Fingern Farbfleck an Farbfleck zu setzen, die, von weitem betrachtet, ein Bild ergaben. Ein Jahr später versuchte er, nur mit den Füßen zu malen. Ein solches Bild mit dem Sujet eines weinenden Philosophen soll Henri I., Herzog von Nemours, von Ketel erworben haben.
Auswahl
- 1574: Portrait des Edward Finnes of Clinton, London, National Portrait Gallery
- 1578: Portrait des Thomas Pead, Denver, Art Museum
- 1578: Portrait der Königin Elisabeth von England
- 1581/1590?: Allegorie mit Spiegel, Amsterdam
- 1588: Die Kompagnie des Hauptmanns Dirck Jacobsz Rosecrans oder Die Armbrustschützen, Amsterdam, Rijksmuseum
- 1590: Portrait des Dirck Barendsz, Amsterdam, Rijksmuseum
- 1594: Portrait einer 56jährigen Frau, Madrid, Museo Thyssen-Bornemisza
- 1601: Portrait eines Mannes, Rotterdam, Museum Boijmans Van Beuningen
- ????: Die Familie, Utrecht, Museum

Cornelis Ketel wurde des Weiteren im Zusammenhang mit dem in der Folger Shakespeare Library in Washington D.C. aufbewahrten sogenannten Ashbourne-Porträt als mutmaßlicher Urheber dieses Werkes genannt, allerdings konnte das Monogramm, auf das sich diese Hypothese stützt, bisher nicht identifiziert werden, so dass dieser unzureichend belegten Zuschreibung mit entsprechender Skepsis zu begegnen ist.